# Francis Leggatt Chantrey
Sir Francis Leg(g)att Chantrey (7 d'abril de 1781 – 25 de novembre de 1841) va ser un escultor anglès. Va ser el principal escultor de la Regency era britànica, produí bustos i estàtues de molts personatges notbles d'aquells temps. Va legar el Chantrey Bequest o Chantrey Fund perquè l'estat comprés obres d'art, el qual va estar disponible fins a la mort de la seva vídua l'any 1878.

## Vida

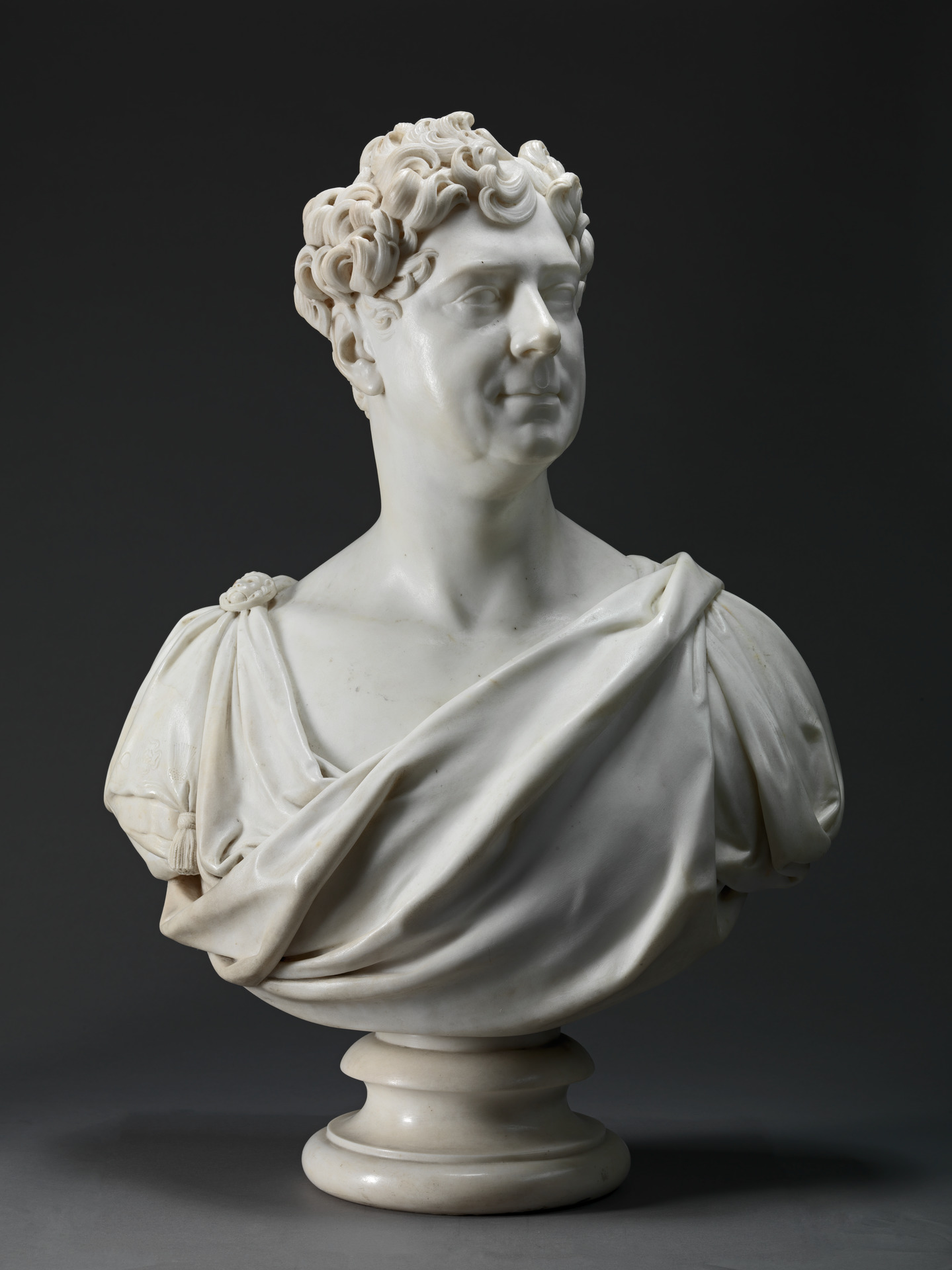
MarbleBust de George IV of the United Kingdom per Chantrey, 1827.

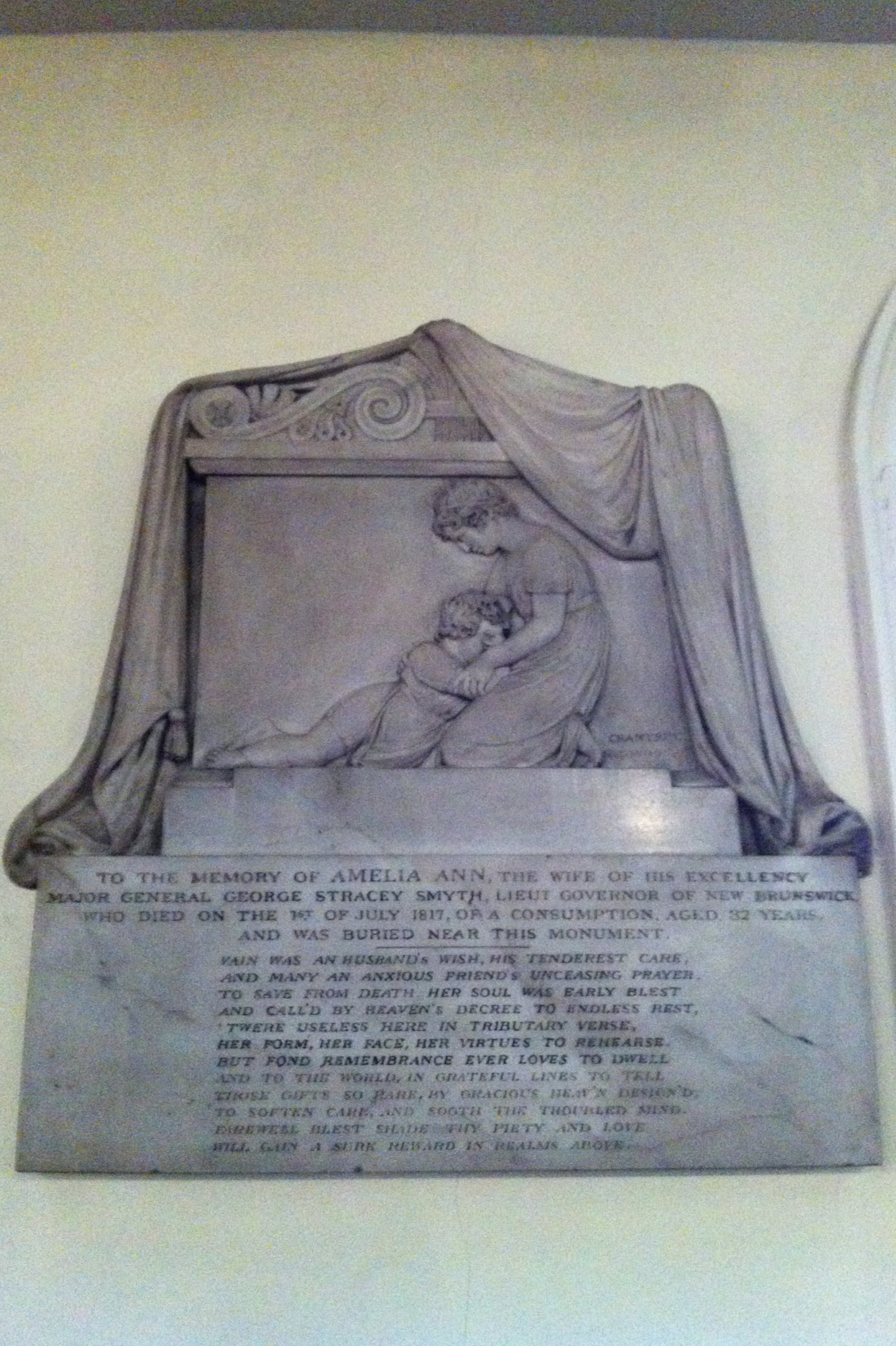
Monument a Amelia Ann Smyth, morta el 1817 (esposa del Governador de Nova Escòcia George Stracey Smyth), St. Paul's Church (Halifax), Nova Escòcia

Chantrey nasqué a Norton (actualment un suburbi de Sheffield)
Es va dedicar a l'escultura, de manera autodidacta.
El seu primer bust de marbre va ser per al Rev. J. Wilkinson (1805–6), de l'església parroquial de Sheffield.
El 23 de novembre de 1809 es va casar amb la seva cosina, Mary Ann Wale a St Mary's Church, Twickenham. La dot de la seva esposa, £10,000, li van permetre pagar els deutes, i traslladar-se a una casa del 13 Eccleston Street, Pimlico, (recorded as Chantrey's address in the Royal Academy catalogues from 1810).
El 1811 va mostrar sis bustos a la Royal Academy. Els models incloien Horne Tooke i a Sir Francis Burdett, dos polítics que ell admirava; el seu primer mentor John Raphael Smith, i Benjamin West. Joseph Nollekens va posar aquests bustos a Tooke entre dos d'ell mateix, i aquesta preeminència va tenir una gran influència en la carrera de Chantrey.
Va visitar París el 1814, i de nou el 1815, va visitar el museu del Louvre fixant-se especialment en les obres de Rafael i Ticià. L'any 1819 anà a Itàlia acompanyat del pintor John Jackson.

## Obres

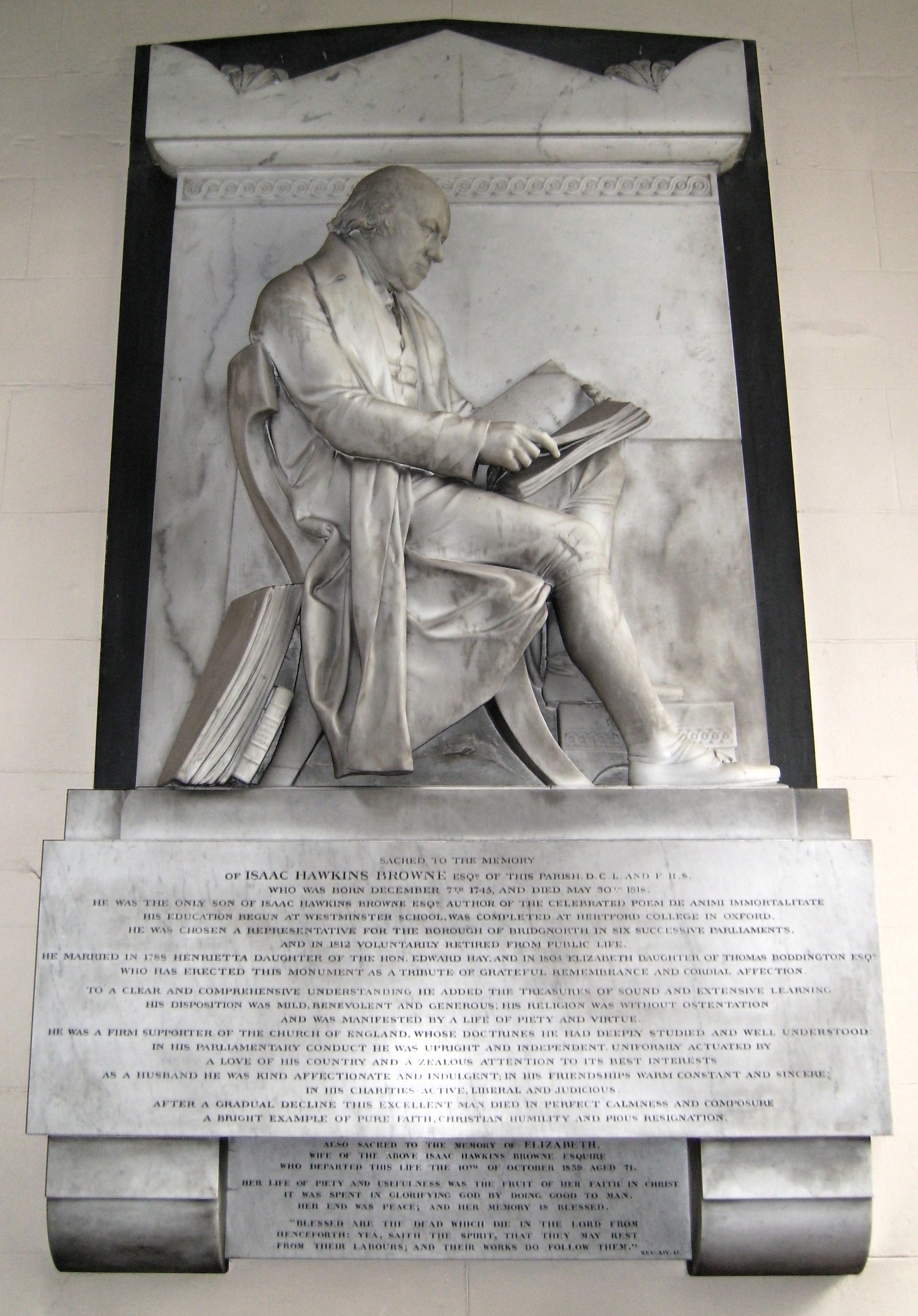
Memorial de Chantrey per Isaac Hawkins Browne,a Badger, Shropshire.

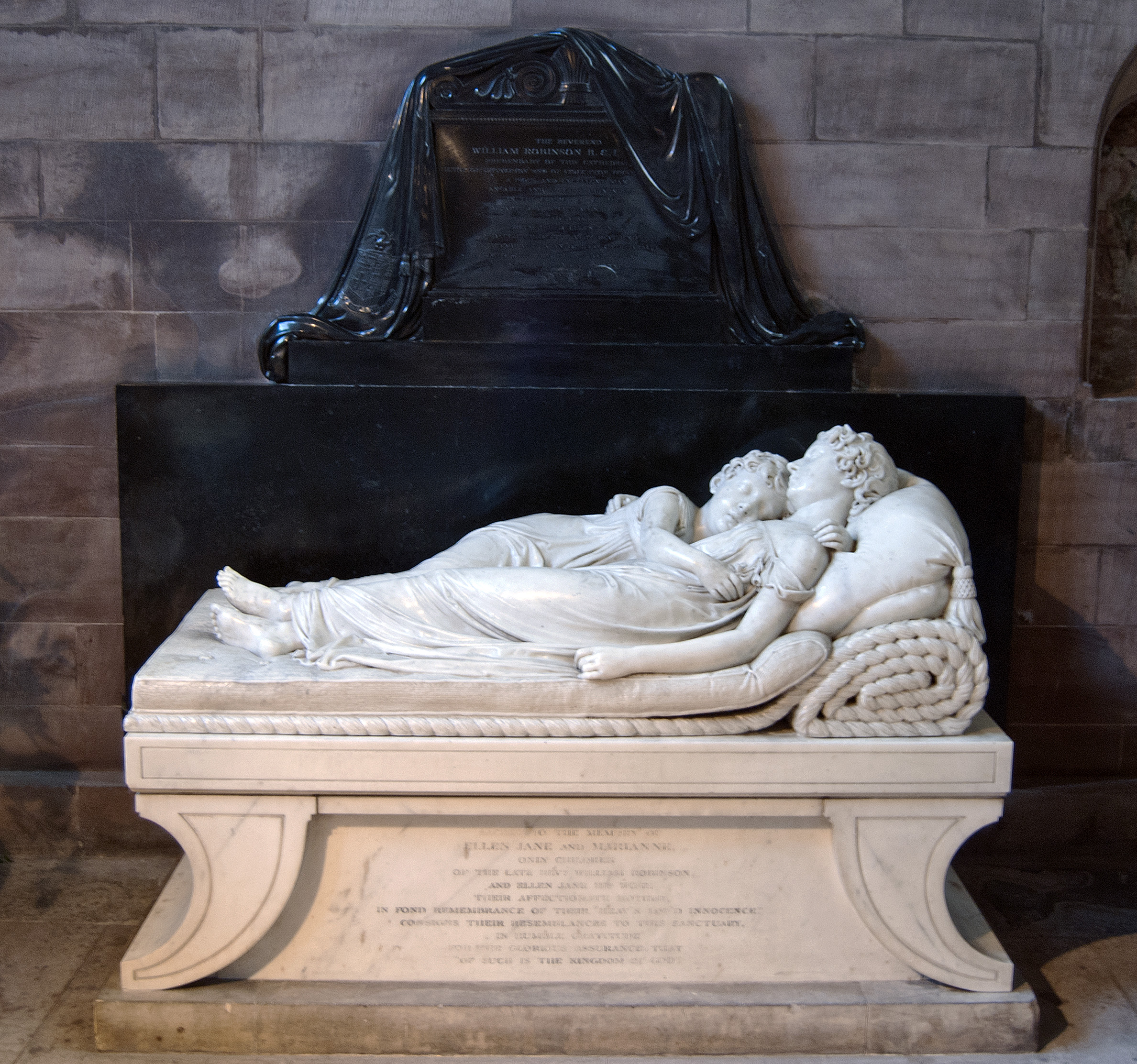
The Sleeping Children (1817) a Lichfield

Chantrey va ser un escultor prolífic. Segons un article publicat el 1842, ell va fer a més de busts i relleus, tres estàtues eqüstres, 18 aixecades, 16 de segudes 14 de recolzades. Entre les seves obres més notables es troben les estàtues de George III del Regne Unit a Guildhall, Londres; la de George Washington a Boston, Massachusetts; la de George IV del Regne Unit a Brighton (en bronze); de William Pitt el Jove a Hanover Square; de James Watt a Westminster i a Glasgow.